# Waterpolo op de Olympische Zomerspelen 2012
Waterpolo is een van de vier disciplines binnen de olympische sport zwemmen die beoefend werden tijdens de Olympische Zomerspelen 2012 in Londen.
De wedstrijden vonden van 29 juli tot en met 12 augustus plaats in de Water Polo Arena naast het London Aquatics Centre, met uitzondering van de finales, deze werden in het 'zwemstadion' van deze accommodatie gespeeld. Hongarije was de titelhouder bij de mannen, Nederland bij de vrouwen.

## Onderdelen
- Mannen (12 teams namen deel)
- Vrouwen (8 teams namen deel)

## Kwalificatie
Het gastland Groot-Brittannië was automatisch voor beide toernooien geplaatst. Ook Australië werd later automatisch tot beide toernooien toegelaten nadat de Afrikaanse kwalificatie toernooien kwamen te vervallen. De overige landen kwalificeerden zich via diverse toernooien.

## Medailles
| Onderdeel | Goud             | Zilver | Brons     |
| --------- | ---------------- | ------ | --------- |
| Mannen    | Kroatië          | Italië | Servië    |
| Vrouwen   | Verenigde Staten | Spanje | Australië |

### Medaillespiegel
| Plaats | Land             | NOC    | Goud | Zilver | Brons | Totaal |
| ------ | ---------------- | ------ | ---- | ------ | ----- | ------ |
| 1      | Kroatië          | CRO    | 1    | 0      | 0     | 1      |
| 1      | Verenigde Staten | USA    | 1    | 0      | 0     | 1      |
| 3      | Italië           | ITA    | 0    | 1      | 0     | 1      |
| 3      | Spanje           | ESP    | 0    | 1      | 0     | 1      |
| 5      | Australië        | AUS    | 0    | 0      | 1     | 1      |
| 5      | Servië           | SER    | 0    | 0      | 1     | 1      |
| Totaal | Totaal           | Totaal | 2    | 2      | 2     | 6      |